# Anton Widmer
Anton Widmer-Bucher (* 18. März 1944; † 25. Juli 2021 in Emmenbrücke) war tätig als Führungsperson in der Polizei und Schweizer IKRK-Delegierter.

## Biografie
Widmer studierte von 1967 bis 1971 Jura an der Universität Zürich. Er schloss das Studium 1971 mit dem Lizentiat der Rechtswissenschaft ab. Zwischen 1974 und 1978 machte er sein Doktorat an der Universität Zürich. 1978 promovierte er zum Dr. jur. mit einer Dissertation über das luzernische Strafuntersuchungsverfahren. Von 1973 bis 1975 war er als Gerichtsschreiber am Amtsgericht Hochdorf (LU) tätig.
Im Jahr 1976 wurde Widmer zum Chef der Kriminalpolizei der Kantonspolizei Luzern ernannt. 1976 war er der jüngste Kriminalpolizeichef der Schweiz. Von 1982 bis 1994 war Widmer Kommandant der Kantonspolizei Luzern, reorganisierte die Kantonspolizei und leitete das interkantonale zentralschweizerische Projekt „Kapo 2000“. Im Jahr 1994 wurde Widmer vom Bundesrat zum Direktor des Bundesamtes für Polizeiwesen (BAP) gewählt. Widmer reorganisierte das BAP (u. a. mit Zusammenlegung der Bundespolizei mit dem BAP), baute die Meldestelle für Geldwäscherei und die Projektorganisation USIS auf und handelte (Grenz-)Polizeizusammenarbeits- und Rechtshilfe-Abkommen mit Frankreich, Italien und der Bundesrepublik Jugoslawien als Chef der Schweizer Verhandlungsdelegation aus. Anfang Mai 2000 wurde er von Bundesrätin Ruth Metzler als Direktor des Bundesamts für Polizei (BAP) abgelöst. Ihm gewährte nun der Bundesrat grosszügig einen bezahlten Urlaub von nahezu anderthalb Jahren. Bis zum 31. Oktober 2001 hatte Widmer Zeit, sich an verschiedenen ausländischen Polizeiakademien auf seinen neuen Job vorzubereiten.
Am 1. Januar 2002 übernahm Widmer als erster vollamtlicher Direktor die Leitung des Schweizerischen Polizei-Instituts in Neuchâtel (SPI). Er reorganisierte auch das SPI und entwarf die Vision „Bildungspolitisches Gesamtkonzept für Polizei, Strafverfolgung und Justiz“. Per 31. Oktober 2002 wurde das Vertragsverhältnis jedoch bereits wieder aufgelöst. Im Jahr 2003 wechselte Widmer als Polizeiberater zur UNO nach Sochumi (Georgien). Im Jahr 2005 ging Widmer als IKRK-Delegierter für internationales humanitäres Recht zu den bewaffneten Streitkräften nach Ostafrika (9 Länder). Seit März 2008 war er pensioniert.
Widmer war CVP-Gemeinderat seiner Heimatgemeinde Emmen von 1985 bis 1989.